# سكاتول
سكاتول أو 3-ميثيليندول (3-methylindole) هو مركب عضوي بلوري أبيض سام معتدل ينتمي إلى عائلة إندول.صيغته الكيميائية C9H9N يكون بشكل طبيعي في البراز (يتم إنتاجه من التربتوفان في الجهاز الهضمي الثدييات) وقطران الفحم وله رائحة قوية. 
في تركيزات منخفضة، له رائحة جميلة وجدت في العديد من الزهور والزيوت الأساسية، بما في ذلك تلك من أزهار البرتقال والياسمين، وزيتيفوس موريتيانا. يتم استخدامه كعطر ومثبت في العديد من العطور وكمركب عطري. اسمه مشتق من الجذور اليونانية سكاتو - معنى «الروث». تم اكتشاف سكاتول في عام 1877 من قبل الطبيب الألماني لودفيغ بريجر (1849-1919). 
سكاتول يستخدم أيضا من قبل الجيش الأمريكي في سلاحه غير الفتاكة. وعلى وجه التحديد، مالودورانتس.

## الخواص الكيميائية
سكاتول يمكن العثور عليه على شكل بلورات بيضاء أو على شكل مسحوق ناعم صلب. وهو قابل للذوبان في الكحول والبنزين، وأنه يعطي اللون البنفسجي في فيروسيانيد البوتاسيوم  potassium ferrocyanide (K4Fe(CN)6•3H2O) وحمض الكبريتيك (H2SO4). 
سكاتول مركب عطري لديه نظام حلقة مزدوجة. وهو مستمر (جميع الذرات في الحلقة هي هجين sp2)، مستو، ويمكن تصنيعه من خلال توليف فيشر إندول، الذي تم تطويره من قبل إميل فيشر. [3]

## جاذب للحشرات
سكاتول هي واحدة من العديد من المركبات الجاذبة للذكور من أنواع مختلفة من النحل، والتي على ما يبدو تجمع المواد الكيميائية لتوليف الفيرومونات. ويستخدم عادة كطعم لجذب وجمع هذا النحل للدراسة. [4]
وقد ثبت أن سكاتول جاذب لبعوض البعوض في كل من الظروف الميدانية والمختبرية. ولأن هذا المركب موجود في البراز، فإنه يوجد في فائض مياه الصرف الصحي حيث أن الجداول والبحيرات التي تحتوي على مياه الصرف الصحي الملوثة بالنفايات البشرية والصناعية غير المعالجة.
معرفة هذا الجاذب يجعل مواقع مياه الصرف الصحي ذات أهمية خاصة عند دراسة الأمراض المنقولة بالبعوض مثل فيروس غرب النيل. [5]

## السلامة
وقد تبين أن سكاتول يسبب وذمة رئوية (pulmonary edema) في الماعز ، الأغنام، الجرذان، وبعض سلالات من الفئران. ويبدو أن تستهدف بشكل انتقائي خلايا الناديclub cells، والتي هي الموقع الرئيسي لانزيمات السيتوكروم P450 في الرئتين. هذه الانزيمات تحول سكاتول إلى وسيطة تفاعلية، 3-ميثيلينيندولين 3-methyleneindolenine ، مما يضر الخلايا عن طريق تشكيل أدوكتس البروتين protein adducts . [6]

## الاستخدامات
يستخدم السكاتول كمادة أولية في تحضير مادة الاتيبروسين atiprosin (عامل خافض للضغط يعمل بمثابة مستقبلات α1 الأدرينالية الانتقائية).سكاتول يستخدم أيضا من قبل الجيش الأمريكي في سلاحه غير الفتاكة. وعلى وجه التحديد، مالودورانتس.

## روابط خارجية
- What's that smell?